# Mount Pearigen
Mount Pearigen är ett berg i Antarktis. Det ligger i Östantarktis. Nya Zeeland gör anspråk på området. Toppen på Mount Pearigen är 3 020 meter över havet, eller 435 meter över den omgivande terrängen. Bredden vid basen är 7,4 km.
Terrängen runt Mount Pearigen är kuperad åt sydväst, men åt nordost är den bergig. Trakten är obefolkad. Det finns inga samhällen i närheten. 